# Zisterzienserinnenabtei Marham

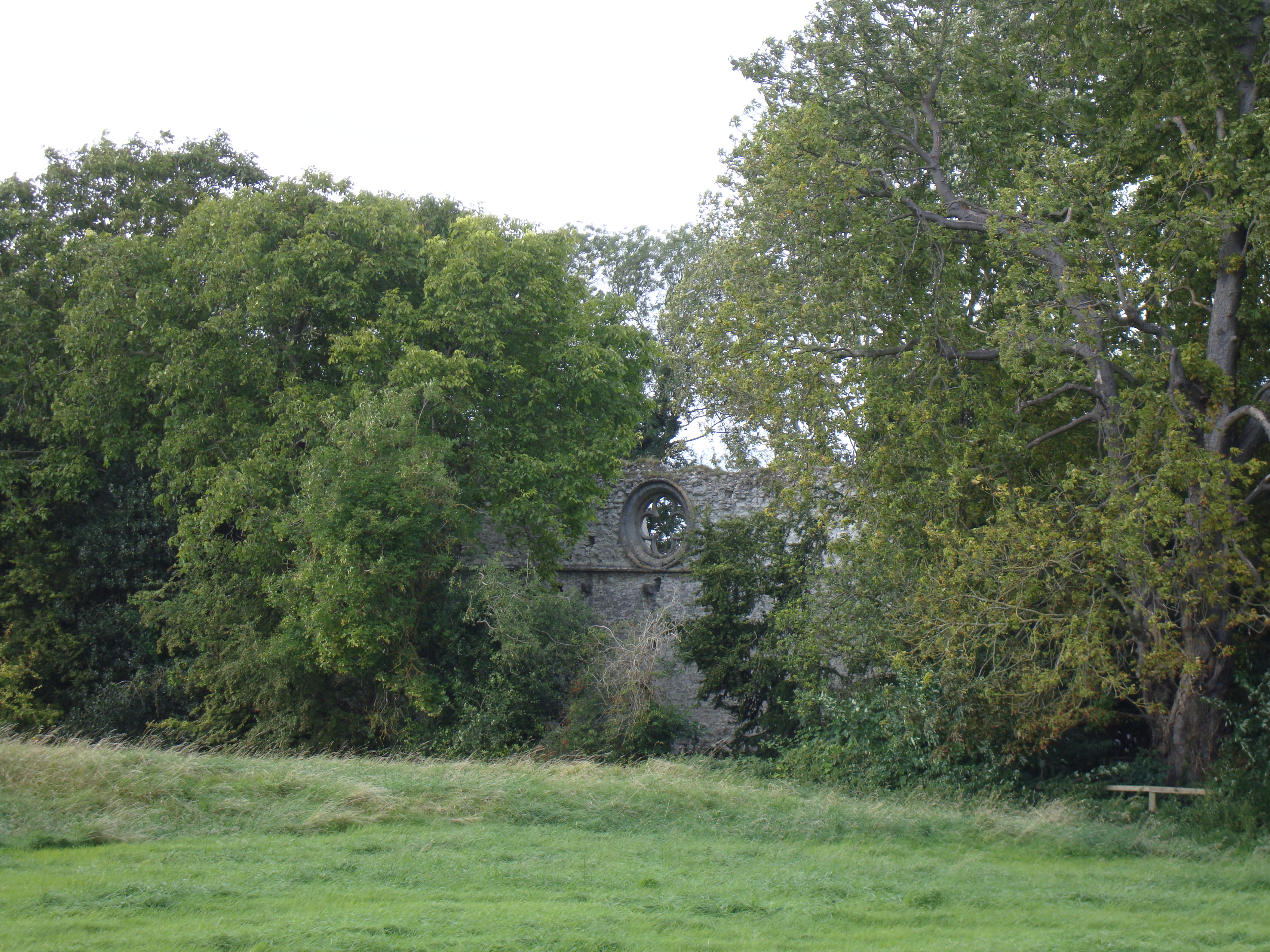
Ruine der Zisterzienserinnenabtei Marham (2012)

Die Zisterzienserinnenabtei Marham war von 1249 bis 1536 ein Kloster der Zisterzienserinnen in Marham, Verwaltungsbezirk King’s Lynn and West Norfolk, in England.

## Geschichte
Isabelle de Warenne, Witwe von Hugh de Albini, Earl of Arundel, stiftete 1249 südwestlich King’s Lynn das Nonnenkloster St Mary, St Barbara und St Edmund, das 1252 in den Zisterzienserorden eingegliedert wurde. Es war die einzige Zisterziensergründung in Norfolk und eine von zwei Zisterzienserinnenabteien in England. 1536 wurde das Kloster aufgelöst. Von der 62 m langen Kirche sind Bodenreste erhalten, ferner 37 m Klostermauer in voller Höhe und weitere Ruinen (in Privatbesitz, nicht zugänglich).

### Oberinnen (Auswahl)
- 1251: Mary (erste Äbtissin)
- 1305: Mary
- 1310: Sarah
- Agatha Howard
- 1365: Mary de Ingham
- 1380: Egidia Howard
- 1384/1419: Eleanor Weyland
- 1435: Margery
- 1453/1467: Joan Narburgh
- 1486/1501: Joan Heigham
- 1511–1535: Barbara Mason